# シェルピカンリ
シェルピカンリ (Sherpi Kangri) は、カラコルム山脈の山頂のひとつ。ゲントカンリ (7,380 m) の南方5km、サルトロカンリ (7,742 m) の北西10kmに位置している。
シェルピカンリは、インド、パキスタン両軍の間の実際の地上位置線 (AGPL) の線上に位置しているとも、それに極めて近い位置にあるともされている。
1976年には、平井一正が隊長を務めた神戸大学の第二次カラコルム遠征隊が初登頂に成功し、周辺地域の学術調査も実施した。